# Свиридівка (Коростенський район)
Свири́дівка — село в Україні, в Коростенському районі Житомирської області. Населення становить 85 осіб. Входить до складу Малинської міської громади.

## Населення

### Мова
Розподіл населення за рідною мовою за даними перепису 2001 року:
| Мова       | Кількість | Відсоток |
| ---------- | --------- | -------- |
| українська | 79        | 92.94%   |
| російська  | 6         | 7.06%    |
| Усього     | 85        | 100%     |